# Radio NEO
Radioi NEO는 일본의 FM라디오 방송국으로 아이치현에서 방송을 실시하고 있다.
2014년 4월 1일 개국했으며, 콜사인은 JOCW-FM이다.

## 개요
- 2010년 9월 30일 아이치 국제 방송의 폐국 후 4년만에 개국된 MegaNet 가맹국이며, 2014년 4월 1일 InterFM NAGOYA라는 이름으로 개국했다.
  - 개국 초창기에는 FM인터웨이브의 지국 취급을 받았으며 이 당시에는 FM인터웨이브의 프로그램을 중심으로 일부 지역 방송을 넣는 형식으로 편성했었다.
- 2016년 12월 1일 주식회사 Radio NEO로 독립한 이후에는 자체편성 비율을 높이고 있다.
- 콜사인 JOCW는 신에쓰 방송이나 중계국에서 사용하던 콜사인이다.
- 경영난을 이유로 2020년 6월 30일 정오를 기해서 폐국했다.

## 연혁
- 2012년 10월 30일 - 나고야 지역에 2014년 봄 새로운 MegaNet 네트워크 방송국을 설치하는 구상 발표.
- 2013년 8월 6일 - 총무성이 InterFM이 제출한 나고야 지역을 중심으로하는 외국어 방송 FM 방송국 면허 신청 접수 사실을 공표.
- 2013년 10월 25일 - 총무성이 InterFM에 11월 1일을 기점으로 예비 면허를 부여하기로 결정. 이날 총무성 대신이 예비 면허 통지서 교부를 공표했다.
  - 방송국 이름을 에프엠 인터 웨이브 나고야(エフエムインターウェーブなごや), 애칭을 InterFM NAGOYA로 결정하였으며, 방송국 주파수와 방송 출력은 이전에 존재한 RADIO-i와 같다.
- 2014년 3월 4일 - 시험 전파 발사 시작.
- 2014년 3월 20일 - 총무성이 InterFM에 나고야 지역 외국어 방송 FM 방송국 면허를 발급.
- 2014년 3월 21일 - 시험방송 시작.
- 2014년 4월 1일 - 아침 7시 개국. 회사 명칭을 'InterFM NAGOYA'으로 바꾸었다.
- 2015년 7월 30일 - 인터넷 라디오 radiko를 통한 인터넷 실시간 방송 서비스 개시.
- 2015년 10월 1일 - 이름을 Radio NEO로 변경.
- 2016년 8월 25일 - 기노시타 그룹 홀딩스 산하에 있는 회사 Radio NEO 설립.
- 2016년 12월 1일 - 주식회사 Radio NEO 가 InterFM이 가지고 있던 InterFM NAGOYA의 방송면허를 승계.
- 2020년 6월 30일 - 이날 정오를 기해서 폐국.

## 주파수
- 나고야	방송국 : 79.5MHz(출력:5kW)

## 아이치현에 있는 다른 방송국

### 텔레비전 방송국
- NHK 나고야 방송국(라디오 겸영)
- 도카이 TV(THK)(후지 TV계열)
- 주쿄 TV 방송(CTV)(니혼 TV 계열)
- 주부닛폰 방송(CBC)(TV는 도쿄 방송 계열, 라디오는 JRN 계열)
- 나고야 TV 방송(NBN)(TV 아사히 계열)
- TV 아이치(TVA)(TV 도쿄계열, 아이치현만 방송구역)

### 라디오 방송국
- 도카이 라디오 방송(SF)(NRN 계열, 기후현·미에현도 방송구역에 포함)
- FM아이치(JFN 계열, 아이치현만 방송구역)
- ZIP-FM(JAPAN FM LEAGUE 계열, 아이치현만 방송구역)